# Bulak Çayı
Il fiume Bulak (Bulak Çayı, Berçin Çayı, Öz Çayı) è un fiume turco, tagliato dalla diga di Akyar. Bulak è un  villaggio del distretto di Kızılcahamam nella provincia di Ankara.